# Andrew Young
Pour les articles homonymes, voir Young.
Ne doit pas être confondu avec Andrew Young (ski de fond).
Andrew Jackson Young, Jr, plus connu sous le nom d'Andrew Young, né le 12 mars 1932 à La Nouvelle-Orléans (États-Unis), est un diplomate et homme politique américain.
Directeur exécutif de la Conférence du leadership chrétien du Sud, il est le bras droit de Martin Luther King et un des pionniers du mouvement américain des droits civiques. 
Dans les années 1970, il s'engage en politique et parvient à se faire élire député de la Géorgie à la Chambre des représentants en 1972. En 1973, il devient ainsi le premier Noir à siéger au Congrès pour un État du Deep South depuis George Washington Murray en 1897. Réélu en 1974 et en 1976, il démissionne cependant l'année suivante pour devenir ambassadeur des États-Unis aux Nations unies dans la nouvelle administration du président Carter, un poste qu'il est le premier Afro-Américain à occuper et qu'il conserve jusqu'en 1979. Il est par la suite maire d'Atlanta dans les années 1980 et candidat malheureux à l'investiture démocrate pour le poste de gouverneur de Géorgie en 1990.
Légèrement en retrait de la vie politique depuis, Andrew Young continue cependant d'intervenir régulièrement sur des questions de politique publique et de lobbying. 

## Biographie
Andrew Young est le fils d'Andrew Jackson, un dentiste et de Daisy Fuller, une enseignante.
Il fréquente l'Université Dillard pendant un an avant d'être diplômé de l'Université Howard. Il obtient ensuite un diplôme de théologie protestante au Séminaire théologique de Hartford à Hartford, dans le Connecticut, en 1955.
Il est cité dans les listes de francs-maçons célèbres,.

### Carrière politique
Il démissionne de sa fonction d'ambassadeur aux Nations unies à l'été 1979, à la suite de désaccords sur la politique moyen-orientale de l'administration Carter qu'il juge trop favorable à Israël. Il est lui-même très critiqué par ses anciens camarades du mouvement pour les droits civiques pour avoir exercé, en tant qu'ambassadeur des États-Unis, son véto contre les résolutions africaines visant à imposer un embargo total sur les livraisons d'armes au régime sud-africain.
Élu maire d'Atlanta en 1982, il s’emploie à en faire l'une des villes-phares de l'entreprenariat américain.
Il se rapproche par la suite des républicains et de l’administration Bush, dont il est l'un des responsables de la diplomatie d'influence. Au sujet de sa trajectoire, il explique en 2006 : « Plus j'en lisais sur Paul Wolfowitz [Ex-président de la Banque mondiale et homme politique néoconservateur], plus je comprenais ce que nous avions en commun. Nous avons eu le même mentor, George P. Shultz [homme d'affaires et ex-secrétaire d’État, partisan de la guerre d'Irak de 1990-1991]. »

### Carrière dans les affaires
Andrew Young est membre du conseil d'administration de plusieurs des cinq cents premières entreprises des États-Unis. Le magazine Forbes le considère comme un « apôtre du capitalisme ».
Il est cofondateur de la société GoodWorks International (GWI), un cabinet de conseil et de lobbying, qui a tiré sa fortune de ses relations avec le président nigérian Olusegun Obasanjo. La société a mené des missions de polissage d'image pour le Nigeria, l'Angola, la Cote d'Ivoire, le Bénin, le Rwanda et la Tanzanie. Elle a également travaillé pour plusieurs grandes entreprises américaines, comme Chevron-Texaco, General Electric, Motorola, Monsanto ou Coca-Cola afin de soutenir leurs intérêts sur le continent africain.
Il est également l'un des associés de la compagnie pétrolière nigériane Sun Trust Oil.